# 真境花园 (书籍)

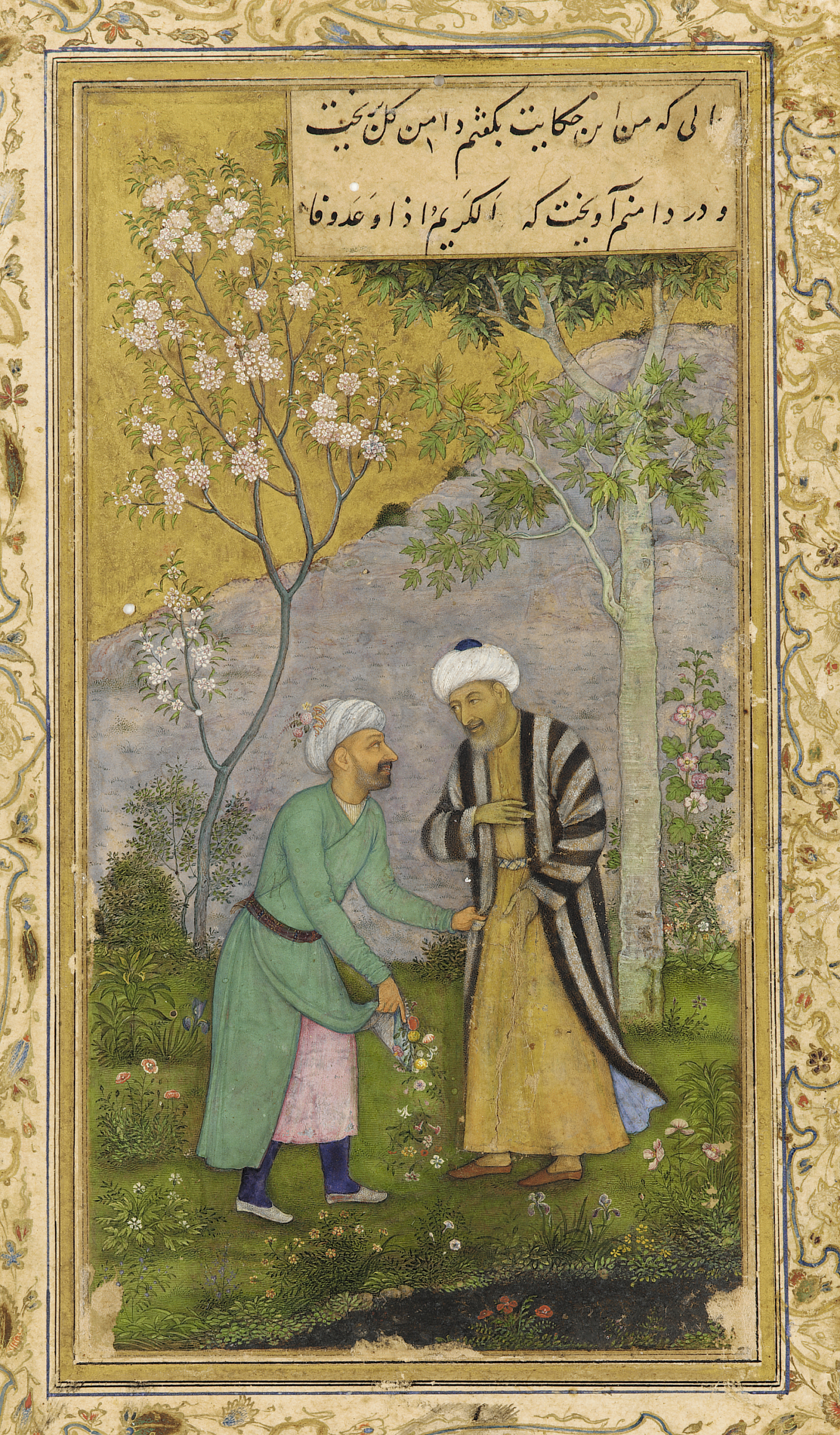
描绘萨迪在玫瑰园的画作，摘自1645年莫卧儿王朝的《真境花园》手稿

《真境花园》（波斯語：‎ گلستان，Golestȃn，直译为玫瑰花园）是一部波斯文学作品，有说法称其为最有影响力的波斯语散文。真境花园是中世纪最伟大的波斯诗人萨迪两个主要作品中的一项，成书于公元1258年，為作者最受欢迎的书籍，在东西方影響深遠。其中很多語句仍於西方世界被引用。

## 成书原因

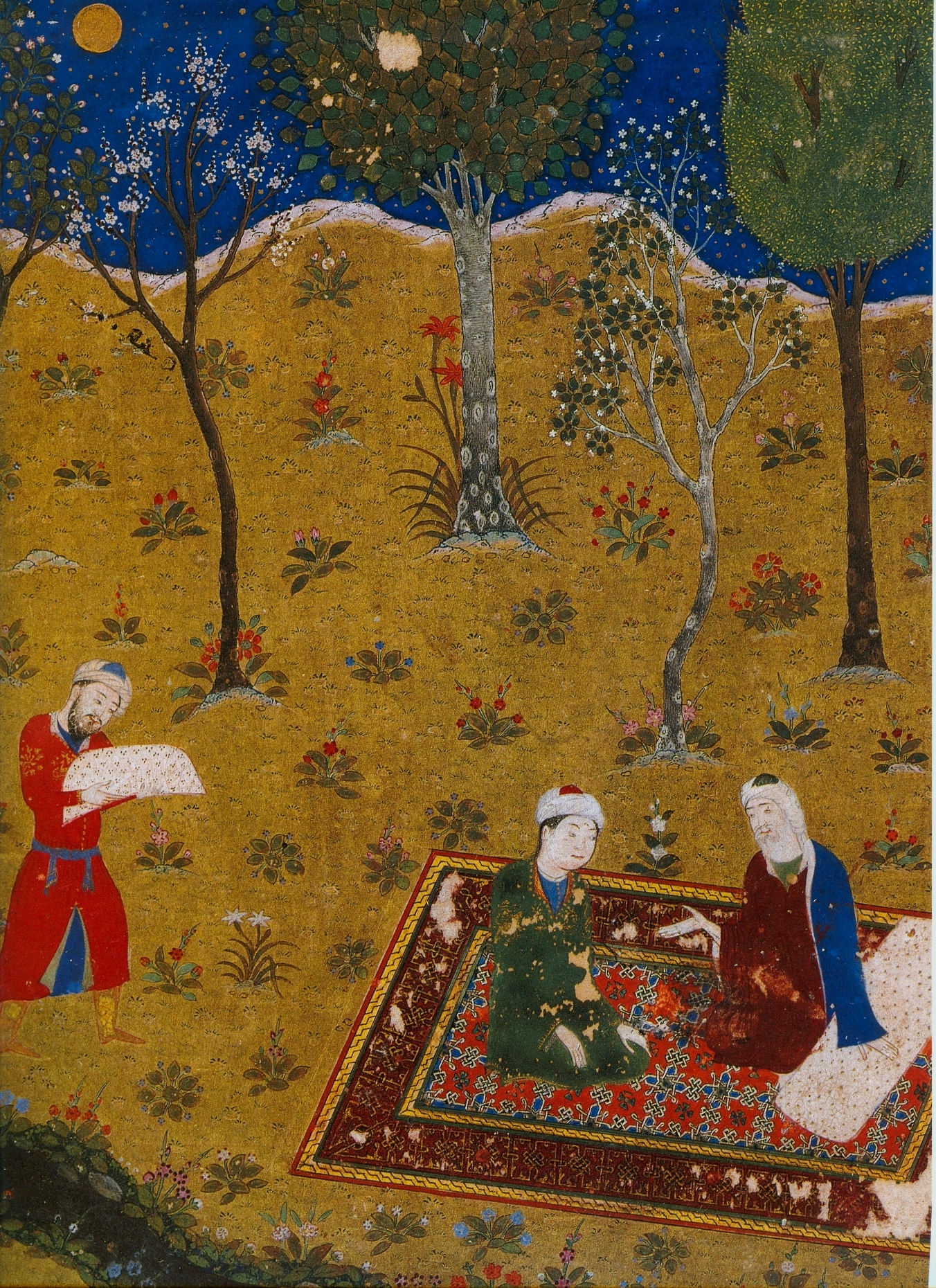
描绘萨迪在夜间与友人在花园中对话的画作（赫拉特作於1427年，藏于都柏林切斯特贝蒂图书馆拜宋豁兒主题间）

在书的介绍中萨迪描述了他被友人说服一起来到一个花园的情形。他的朋友采集了鲜花带回城里，萨迪作诗感叹被采摘下来的花花期短暂，只有种在花园中的花能够保持长久：
|  | 托盘里的花儿能够鲜艳幾时？ 不如采摘我园中的花叶一枝。 那些花朵五六天就会枯萎， 可我的花园却永远春光明媚。 |

## 影响力
文学研究指出《真境花园》是世界上最广泛被阅读的书籍之一；在今天的波斯语国家，仍可見《真境花园》中的語句為人所引用。其影響力就如莎士比亚之于英语一样 。